# Kínai Óra (Mexikóváros)
A Kínai Óra (spanyolul: Reloj Chino) egy műemlék óratorony Mexikóvárosban, amelynek eredeti óráját Pu Ji kínai császár ajándékozta a 20. század elején.

## Története
Kína és Mexikó diplomáciai kapcsolata 1899. december 14-én kezdődött, amikor a Csing-dinasztia és Mexikó amerikai nagykövetei, Vu Tingfang és Manuel de Aspiroz Washingtonban aláírták a két ország közötti Barátsági, Kereskedelmi és Hajózási Egyezményt. Ahogy közeledett a mexikói függetlenségi háború 1810-es kitörésének századik évfordulója, a Mexikóban élő kínaiak úgy döntöttek, pénzt gyűjtenek arra, hogy felépítsenek egy óratornyot, amelyben majd a Csing-dinasztia (Pu Ji császár) évfordulós ajándékaként küldött bronzórát elhelyezik. (Sőt, a kínai közösség még egy lakkozott bútorokból és brokátokból álló ajándékkal is kedveskedett a mexikói népnek az ünnep alkalmából.)
A következő években zajló forradalom során a tornyot ágyútalálatok érték, így szinte teljesen elpusztult. Felújítására 1921-ben, a függetlenségi harc befejezésének századik évfordulója alkalmából újabb pénzgyűjtést szerveztek a helyi kínaiak. A felújítás része volt az is, hogy a régi bronzórát egy modern szerkezetre cserélték.
A 21. század elejére ismét leromlott a torony állapota, ezért 2010. május 19-én újabb felújítás kezdődött, ezúttal a China Hoy című újság adományából. A munkálatok elindításakor tartott ünnepségen felszólalt az újságot kiadó cég igazgatója, Vu Jongheng, valamint a történelmi belváros képviseletében Alejandra Moreno Toscano is.

## Leírás
Az óratorony Mexikóváros belvárosában, Cuauhtémoc kerületben található az Avenida Bucareli és az Atenas utak találkozásánál elhelyezkedő körönd közepén egy kiszélesedő szigeten. Az alul kiszélesedő, négyzet alaprajzú épületet egy keskeny füves sáv, azt pedig egy alacsony fémkerítés veszi körül. Bejárata az északi oldalon található, fönt pedig mind a négy oldalon látható egy-egy óralap. A tornyon több felirat is látható: egyrészt spanyolul ráírták, hogy a tornyot a kínaiak építették a mexikói függetlenség 100. évfordulója alkalmából, másrészt négy kínai karakter is fel van írva az épületben: 同声相应 (tong seng hsziang jing), amely arra utal, hogy a kínai nép mindenben együttérez a mexikóival.